# Кориткув (Великопольське воєводство)
Кориткув (пол. Korytków) — село в Польщі, у гміні Турек Турецького повіту Великопольського воєводства.
Населення — 205 осіб (2011).
У 1975-1998 роках село належало до Конінського воєводства.

## Демографія
Демографічна структура станом на 31 березня 2011 року:
|          | Загалом | Допрацездатний вік | Працездатний вік | Постпрацездатний вік |
| -------- | ------- | ------------------ | ---------------- | -------------------- |
| Чоловіки | 100     | 28                 | 67               | 5                    |
| Жінки    | 105     | 27                 | 58               | 20                   |
| Разом    | 205     | 55                 | 125              | 25                   |